# Зигмунд I фон Лупфен-Щюлинген
Зигмунд I фон Лупфен-Щюлинген (на немски: Sigmund I von Lupfen-Stühlingen; † 1494) е граф на Лупфен и ландграф на Щюлинген, господар на Хевен, Енген, Хонак и Хоенландсберг.
Той е третият син на ландграф Йохан I фон Лупфен-Щюлинген († 1436) и втората му съпруга Елизабет фон Ротенбург († 1420), дъщеря на граф Хайнрих V фон Ротенбург († 1411) и Агнес фон Тирщайн († 1425).
На 26 декември 1582 г. умира последният граф от род Лупфен Хайнрих VI. С него изчезва и линията Щюлинген, и нейната собственост отива на маршалите фон Папенхайм.

## Фамилия
Зигмунд I фон Лупфен-Щюлинген се жени за фон Кирхберг. Бракът е бездетен.
Зигмунд I фон Лупфен-Щюлинген се жени втори път 1460 г. за Катарина фон Мач († сл. 1484), дъщеря на граф Улрих IX фон Мач († 1480/1481) и Агнес фон Кирхберг († 1472), дъщеря на граф Еберхард VI фон Кирхберг († 1440) и графиня Агнес фон Верденберг-Хайлигенберг-Блуденц († 1436). Те имат четири деца:
- Зигмунд II фон Лупфен-Щюлинген (* 31 януари 1461; † 28 декември 1526, погребан в Енген), ландграф на Щюлинген, господар на Хоенландсберг и Бондорф, женен 1501 г. за Клеменция фон Монфор († сл. 6 октомври 1528)
- Хайнрих III фон Лупфен-Щюлинген (* 12 март 1462; † 14 април 1521), граф на Лупфен, ландграф на Щюлинген, господар на Хевен и Енген, женен на 12 август 1478 г. за Хелена фон Раполтщайн (* 19 октомври 1466; † ок. 1521, Алшпах); имат 18 деца; между тях:
  - Йохан фон Лупфен (1487 – 1551), княжески епископ на Констанц (1532 – 1537)
- Агнес фон Лупфен († 1513/1514), омъжена на 27 юни 1477 г. за Петер (Петерман) IV, господар на Хоентринс и на замък Шварценберг († 1498)
- дъщеря